# Барон Бистер
Барон Бистер (Bicester) из Тусмора в графстве Оксфордшир — наследственный титул в системе Пэрства Соединённого королевства. Он был создан 29 июня 1938 года для британского бизнесмена Вивиана Хью Смита (1867—1956). По состоянию на 2023 год носителем титула являлся Чарльз Джеймс Вивиан Смит, 5-й барон Бистер (род. 1963), единственный сын Джорджа Гарри Вивиана Смита (1934—2012), внук майора достопочтенного Хью Адин Вивиана Смита (1910—1978), который стал преемником своего двоюродного дяди в 2016 году.
Бароны Бистер находятся в родстве с баронами Каррингтон. Прадед 1-го барона Бистера, Джон Смит был младшим братом Роберта Смита, 1-го барона Каррингтона (1752—1838). Кроме того, у отца Джона Смита — Абеля Смита (1717—1798) — было два старших брата: Джордж Смит (1714—1769), получившего в 1757 году титул баронета из Бромли, и Джон Смит, прадед Джулиана Паунсфота, 1-го барона Паунсфота (1828—1902).

## Бароны Бистер (1938)
- 1938—1956: Вивиан Хью Смит, 1-й барон Бистер (9 декабря 1867 — 17 февраля 1956), старший сын Хью Колина Смита (1836—1910), лорд-лейтенант Оксфордшира (1934—1956)[1];
- 1956—1968: Рэндалл Хью Вивиан Смит, 2-й барон Бистер (9 января 1898 — 15 января 1968), старший сын предыдущего, высший шериф Оксфордшира (1945)[2];
- 1968—2014: Ангус Эдвард Вивиан Смит, 3-й барон Бистер (20 февраля 1932 — 11 декабря 2014), второй сын подполковника достопочтенного Стивена Эдварда Вивиана Смита (1903—1952), внук 1-го барона Бистера[3];
- 2014—2016: Хью Чарльз Вивиан Смит, 4-й барон Бистер (8 ноября 1934 — 11 августа 2016), младший брат предыдущего[4];
- 2016 — настоящее время: Чарльз Джеймс Вивиан Смит, 5-й барон Бистер  (род. 7 сентября 1963), единственный сын Джорджа Гарри Вивиана Смита (1934—2012), внук майора достопочтенного Хью Адин Вивиана Смита (1910—1978), двоюродный племянник предыдущего[5];
  - Наследник титула: достопочтенный Майло Луис Вивиан Смит (род. 2007), старший сын предыдущего[6].